# SN 2003kw
SN 2003kw – supernowa typu II odkryta 7 grudnia 2003 roku w galaktyce UGC 6314. W momencie odkrycia miała maksymalną jasność 18,50m.